# Дерксен, Давид Гергардович
Давид Гергардович Дерксен (17 февраля 1938, Минераловодский городской округ, Орджоникидзевский край — 21 сентября 2015, Весёлый, Ростовская область) — звеньевой совхоза «Пролетарская диктатура» Мясниковского района Ростовской области, полный кавалер ордена Трудовой Славы (1990).

## Биография
Родился 17 февраля 1938 года в селе Степновское Минераловодского района Орджоникидзевского (ныне — Ставропольского края России) края. Немец.
В 1948 году с семьёй переехал в Челябинскую область. Трудовой путь начал в 1954 году в зерносовхозе «Буранный» Челябинской области в качестве рабочего отделения № 1.
В 1956 году семья переехала в хутор Весёлый Мясниковского района Ростовской области, где Давид Гергардович продолжил свою трудовую деятельность в совхозе «Пролетарская диктатура» в качестве скотника фермы № 2. В 1957 году был назначен бригадиром дойного гурта. В 1957—1960 годах служил в Советской Армии.
После увольнения из Вооружённых сил в 1960 году вернулся в совхоз «Пролетарская диктатура» Мясниковского района Ростовской области и был принят на работу на прежнюю должность — скотником фермы № 2.
В августе 1963 года переведён скотником-механизатором фермы № 2. В целях улучшения организации труда, снижения себестоимости производимой продукции на выращивании и откорме крупного рогатого скота на ферме № 2, в 1963 году было создано комплексное звено по выращиванию и откорму крупного рогатого скота.
Звеньевым по выращиванию и откорму крупного рогатого скота был назначен Давид Дерксен. Проработал в этой должности 34 года. За этот период мастерски овладел своей профессией. На основе укрепления и улучшения кормовой базы, обеспечивал устойчивый рост производства, что послужило ежегодному перевыполнению социалистических обязательств.
В 1966 году заслужил первую трудовую награду — медаль «За трудовую доблесть». Руководимое им звено выполняло свои пятилетние обязательства в кратчайшие сроки, получая высокие среднесуточные привесы, успешно выполняя поставленные перед звеном планы по производству и заготовке продукции. Широко внедрял в производство средства механизации и автоматизации таких производственных процессов, как кормление, поение и навозоудаление. Облегчение труда позволило повысить производственные показатели производства мяса.
Указами Президиума Верховного Совета СССР от 14 февраля 1975 года и от 23 декабря 1976 года награждён орденами Трудовой Славы 3-й и 2-й степеней.
Указом Президента СССР от 27 августа 1990 года за достижение высоких результатов в производстве, переработке и продаже государству сельскохозяйственной продукции на основе применения прогрессивных технологий и передовых методов организации труда Дерксен Давид Гергардович награждён орденом Трудовой Славы 1-й степени. Стал полным кавалером ордена Трудовой Славы.
С 1998 года — на пенсии.
Жил в хуторе Весёлый Мясниковского района.
Умер в сентябре 2015 года. Похоронен в Мясниковский район Ростовской области.

## Награды
Награждён орденами Трудовой Славы 1-й, 2-й, 3-й степеней: 3 ст. 14.02.1975 № 21173
2 ст. 23.12.1976 № 1202
1 ст. 27.08.1990 № 787
- медалями[1].
- В том числе За трудовую доблесть За трудовое отличие